# Helfrantzkirch
Helfrantzkirch település Franciaországban, Haut-Rhin megyében. Lakosainak száma 733 fő (2022. január 1.). Helfrantzkirch Zaessingue, Magstatt-le-Haut, Kappelen, Stetten, Ranspach-le-Bas, Ranspach-le-Haut, Berentzwiller és Jettingen községekkel határos.

## Népesség
A település népességének változása:
| Lakosok száma | 722  | 706  | 717  | 692  | 704  | 716  | 728  | 733  | 733  |
|               | 2013 | 2015 | 2016 | 2017 | 2018 | 2019 | 2020 | 2021 | 2022 |